# Безкровний Дмитро Іванович
Дмитро Іванович Безкровний (нар. 1927, село Бабин, Королівство Румунія, тепер Заставнівського району Чернівецької області — 2002, Заставнівський район Чернівецької області) — український радянський діяч, голова колгоспу імені Ольги Кобилянської Заставнівського району Чернівецької області. Депутат Верховної Ради СРСР 7-го скликання.

## Життєпис
Народився в селянській родині. З 1941 року працював у сільському господарстві батьків.
У 1944—1945 роках — у Радянській армії, учасник німецько-радянської війни.
З 1945 по 1948 рік працював у своєму господарстві в селі Бабин Заставнівського району Чернівецької області.
У 1948—1958 роках — бухгалтер колгоспу; слухач радянсько-партійної школи; інструктор Заставнівського районного комітету КПУ Чернівецької області.
Член КПРС з 1952 року.
У 1958—1988 роках — голова колгоспу імені Ольги Кобилянської села Бабин Заставнівського району Чернівецької області.
Заочно закінчив Львівський сільськогосподарський інститут.
Потім — на пенсії в селі Бабин Заставнівського району Чернівецької області.

## Нагороди
- орден Леніна (1973)
- два ордени Трудового Червоного Прапора
- орден Вітчизняної війни ІІ ст. (1985)
- медалі